# Dev-C++
Dev-C++ là một môi trường phát triển tích hợp (IDE) đầy đủ tính năng miễn phí được phân phối theo Giấy phép Công cộng GNU để lập trình trong C và C++. Ban đầu nó được phát triển bởi Colin Laplace và được phát hành lần đầu tiên vào năm 1998. Phần mềm này được viết bằng Delphi.
Dev-C++ được đóng gói và sử dụng MinGW hoặc TDM-GCC 64bit của GCC làm trình biên dịch của Dev-C++. Dev-C++ cũng có thể được sử dụng kết hợp với Cygwin hoặc bất kỳ trình biên dịch dựa trên GCC nào khác.
Dự án phát triển Dev-C++ được lưu trữ trên SourceForge. Dev-C++ nguyên được phát triển bởi một lập trình viên có tên là Colin Laplace và chỉ chạy trên hệ điều hành Microsoft Windows.
Embarcadero Dev-C++ là một Môi trường Phát triển Tích hợp (IDE) có hỗ trợ đầy đủ tính năng cho ngôn ngữ lập trình C/C++. Nó sử dụng trình MinGW của GCC (Bộ trình dịch GNU) làm trình biên dịch. Dev-C++ cũng có thể được dùng kết hợp với Cygwin hay bất kỳ trình dịch nền tảng GCC nào khác.
Chương trình cho người dùng có cảm nhận hơi giống với hình thức của chương trình Microsoft Visual Studio vốn được sử dụng rộng rãi hơn. Dev-C++ có một đặc điểm phụ đó là nó sử dung DevPaks, là một phần gồm các gói mở rộng so với môi trường tiêu chuẩn, bao gồm các thư viện, mẫu, và các tiện ích được đưa thêm vào. DevPaks thường có, nhưng không nhất định, tiện ích GUI (giao diện người dùng đồ họa), bao gồm các công cụ phổ biến như GTK+, wxWidgets, và FLTK. Có những DevPaks có chứa các thư viện với thậm chí nhiều hàm chức năng cao hơn.
Dev-C++ nói chung là một chương trình chỉ chạy trên Windows. Tuy nhiên cũng có một phiên bản cho Linux Lưu trữ ngày 6 tháng 8 năm 2001 tại Wayback Machine, nhưng vẫn trong giai đoạn alpha và chưa được cập nhật trong vòng hơn 6 năm qua.

## Các gói Devpak
Devpaks.org là một trang web mà từ đó người dùng Dev C++ có thể tải về những thư viện phụ với nhiều chức năng hơn hay những gói mã giúp mở rộng các tính năng của Dev C++, như về đồ họa, khả năng nén, khả năng hỗ trợ âm thanh, hình động, vân vân. Tại trang chủ này, Devpak được định nghĩa là "những thư viện (đặc biệt là những thư viện mã nguồn mở) được phân phối như những mã nguồn. Việc này rất thuận tiện, nhưng lại có thể gây khó khăn hay mất thời gian trong việc biên dịch như một thư viện. Do đó, nhưng người viết Dev-C++ đã giới thiệu Devpak -- (development package - gói phát triển), chứa những phiên bản tiền biên dịch của một thư viện, để ngay cả những người mới dùng cũng có thể sử dụng chúng. Dev-C++ cũng có chứa một số công cụ cho việc download, cài đặt và tạo các gói." Người dùng có thể tạo những Devpak và lưu trữ chúng trên trang chủ. Và họ cũng không bị hạn chế trong việc sử dụng Dev C++. Theo phát biểu của trang web "Một devpak đặc trưng sẽ làm việc với bất kỳ bản phân phối MinGW nào (với bất kỳ IDE nào cho MinGW). Đơn giản chỉ cần thay đổi tên tệp tin từ "cáigìđó.devpak" sang "cáigìđó.tar.bz2" và mở nó bằng một trình quản lý tệp nén (ví dụ 7-Zip). Bạn sẽ thấy một tệp tin có các thông tin như tên, phần mềm, tác giả,..., và một thư mục. Việc tiếp theo đơn giản chỉ là đưa thông tin của thư mục này vào cây thư mục của trình MinGW của bạn.

## Tình trạng
Dự án hiện không còn có hoạt động nào đáng chú ý, nó đã không còn cập nhật tin tức và các phiên bản mới nào kể từ 22 tháng 2, năm 2005. Tuy nhiên có một nhóm phát triển Lưu trữ ngày 21 tháng 3 năm 2008 tại Wayback Machine đã thêm nhiều tính năng mới vào Dev-C++ IDE như hỗ trợ đa trình dịch và công cụ thiết kế RAD cho các ứng dụng wxWidgets. IDE này có thể tìm thấy với tên gọi wxDev-C++.
Một dự án khác của Embarcadero phát triển tính năng mới vào Dev-C++ với tên gọi là Embarcadero Dev-C++